# Station Budapest-Nyugati
Budapest-Nyugati pályaudvar (Boedapest-Weststation) is een van de grote treinstations van de Hongaarse hoofdstad Boedapest naast het Déli pályaudvar, Keleti pályaudvar en Kelenföldi pályaudvar. Het station ligt in het zesde district aan het Nyugati tér (Westelijk plein), dat zijn naam aan het station dankt. Het kopstation ligt ondanks zijn naam in het noorden van Pest en bedient vooral bestemmingen in het oosten van Hongarije.

## Geschiedenis

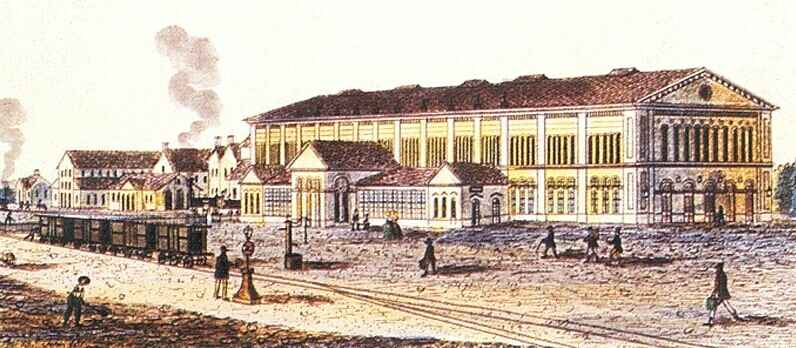
Het station in 1846

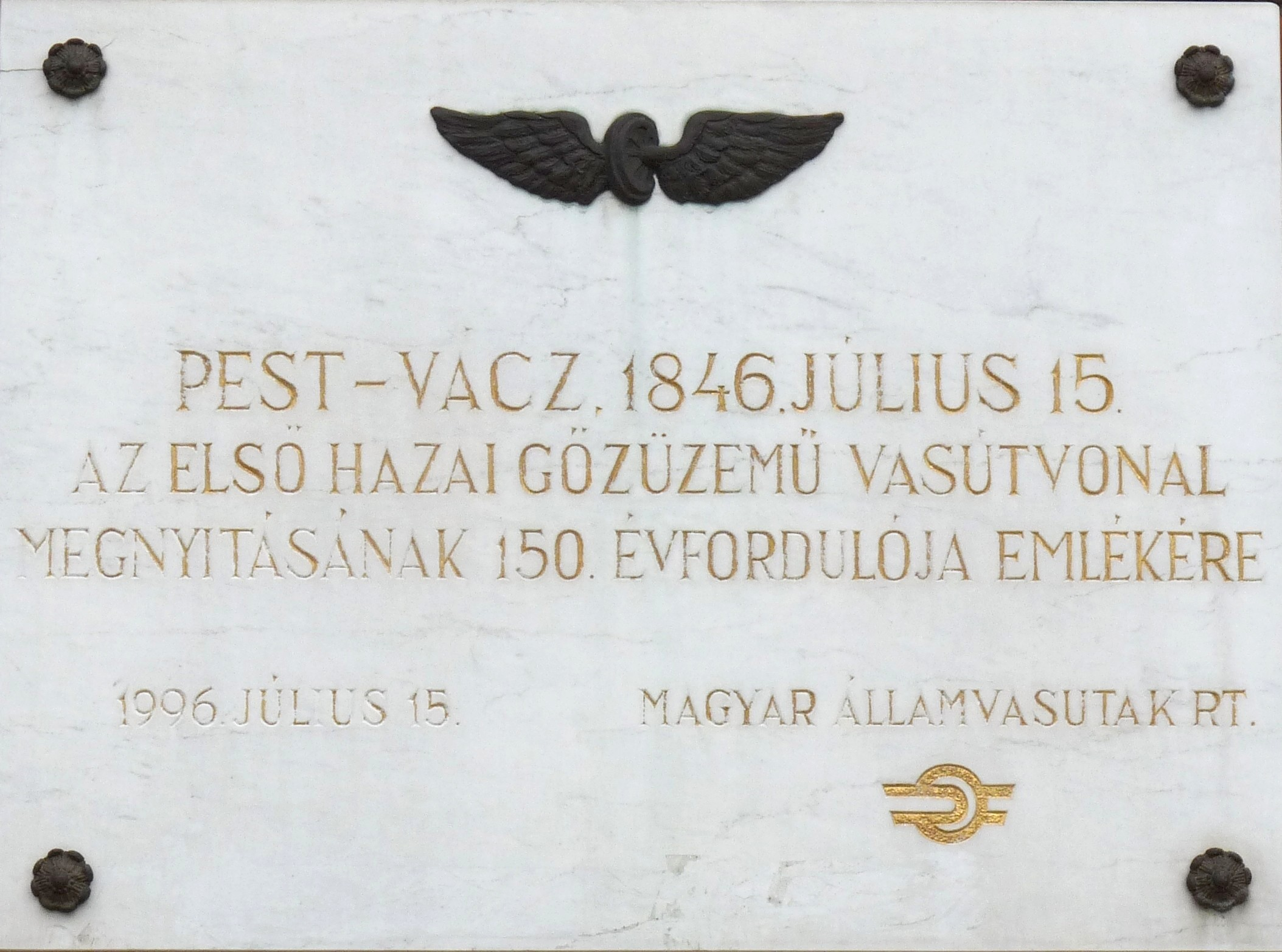
Gedenkplaat voor 150 jaar spoorlijn Pest-Vácz in het station

In 1846 werd het eerste station van Hongarije Pesti Indóház (Station Pest) geopend op dezelfde locatie als het huidige station. De Magyar Középponti Vaspálya Társaság (Ungarische Central-Eisenbahn) startte de treindienst op 15 juli van dat jaar toen de eerste Hongaarse trein van Pest naar Vác reed. In de jaren daarna groeide zowel het aantal reizigers als de goederenoverslag en het station liep tegen de grenzen van de capaciteit aan. De Középponti Vaspálya ging op in de K. k. privilegierte österreichische Staatseisenbahn-Gesellschaft (StEG), die in 1861 besloot om het station te vervangen door een groter gebouw. Inmiddels ontstonden ook plannen voor een Ceintuurbaan (Nagykörút) om de toen bestaande bebouwing, het station stond echter deels op het beoogde traject. Het nieuwe station werd dan ook iets teruggelegd ten opzichte van het eerste gebouw.

## De bouw

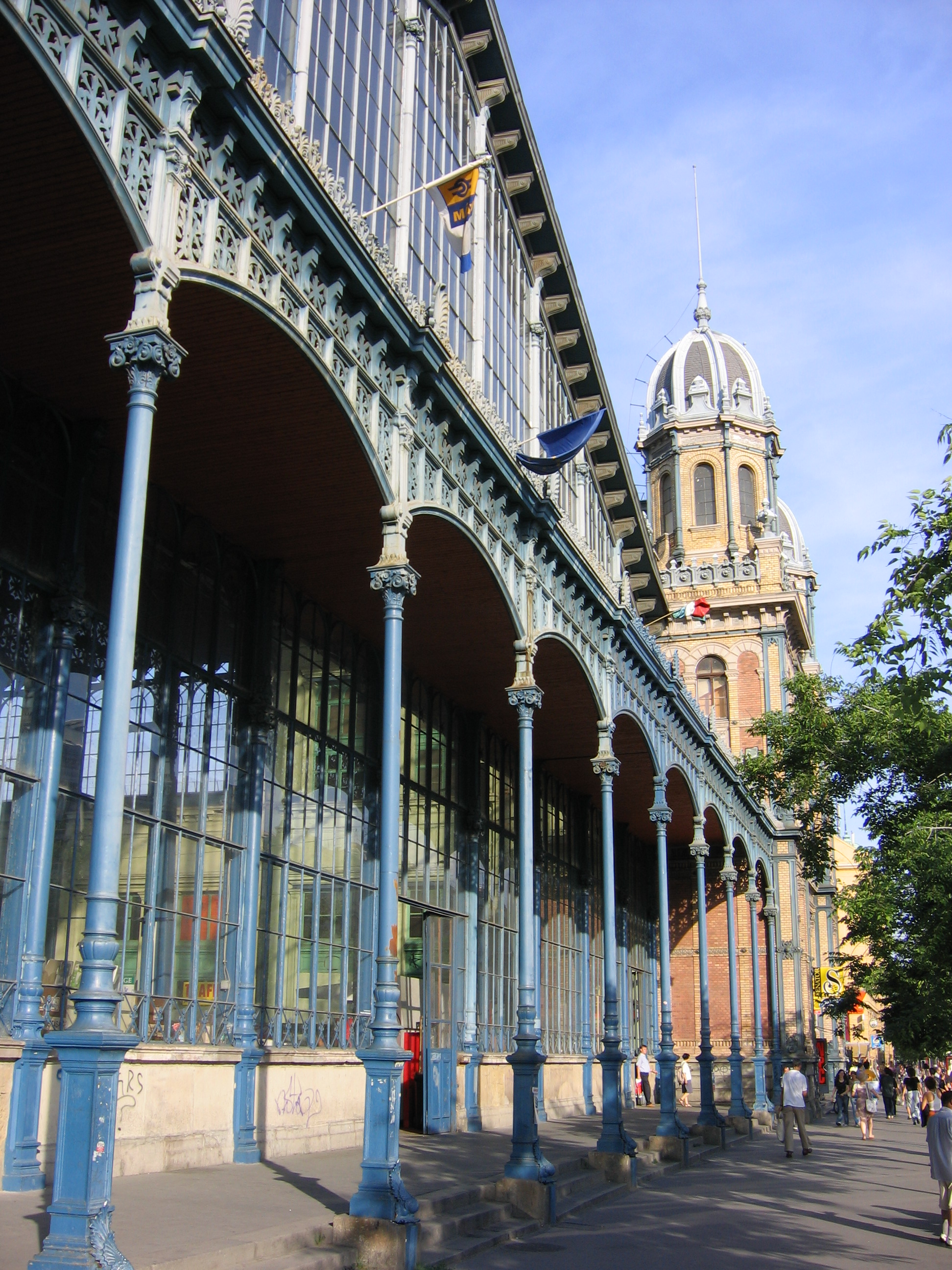
Detail van de façade

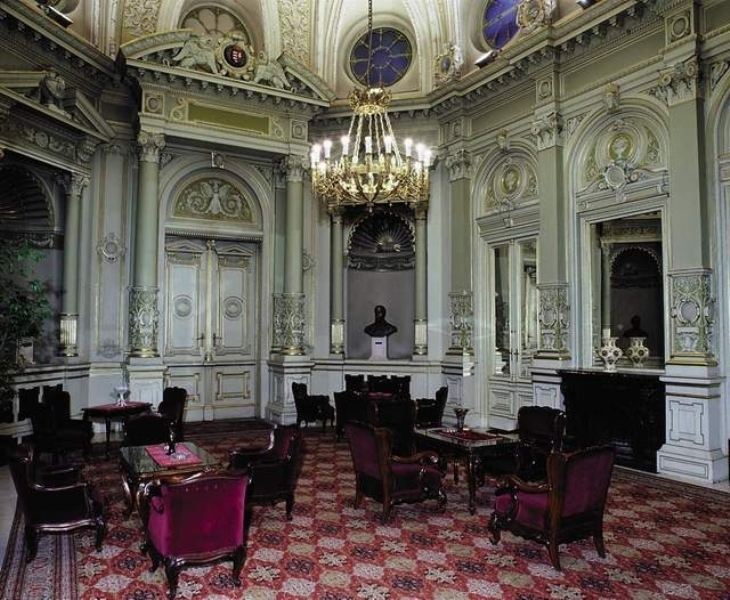
De Koninklijke wachtkamer

Het huidige stationsgebouw werd ontworpen door de Franse ingenieur Auguste Wieczffinski de Serres, die voor het bureau G. Eiffel & Cie werkte. De bouw vond plaats tussen 1874 en 1877 onder toezicht van Gustave Eiffel. Het ontwerp was een typisch kopstation met een vertrek en aankomstvleugel aan de zijkanten en daartussen een hal met de sporen. Het treinverkeer moest tijdens de bouw gewoon doorgaan en daarom werd besloten de grote hal over het bestaande station heen te bouwen. Eiffel greep terug op Franse stationsbouw en gebruikte de z.g. Polonceau-steun voor de overspanning van de grote hal, zoals die bijvoorbeeld ook in het Gare du Nord is toegepast. De indrukwekkende ijzeren constructie kwam in 1877 gereed, waarna het bestaande station werd gesloopt. De Hongaarse fotograaf György Klösz heeft deze gebeurtenissen destijds vastgelegd in een fotoserie. Het station kreeg ook een Koninklijke wachtkamer en vanaf 1883 stopte hier de Oriënt-Express. In 1891 werden de Hongaarse trajecten van de StEG genationaliseerd en kreeg het station de naam Nyugati pályaudvar (Station west) omdat van hieruit de treinen vertrokken die langs de Donau naar Bratislava en Wenen, dus naar het westen, reden. In 1911 werd een baanwerkplaats op het terrein naast het station geopend en de Hongaarse ingenieur Kálmán Kandó experimenteerde hier in 1923, als directeur van Ganz, met een Eloc die gevoed kon worden met 16 kV 50 Hz.

## Metro

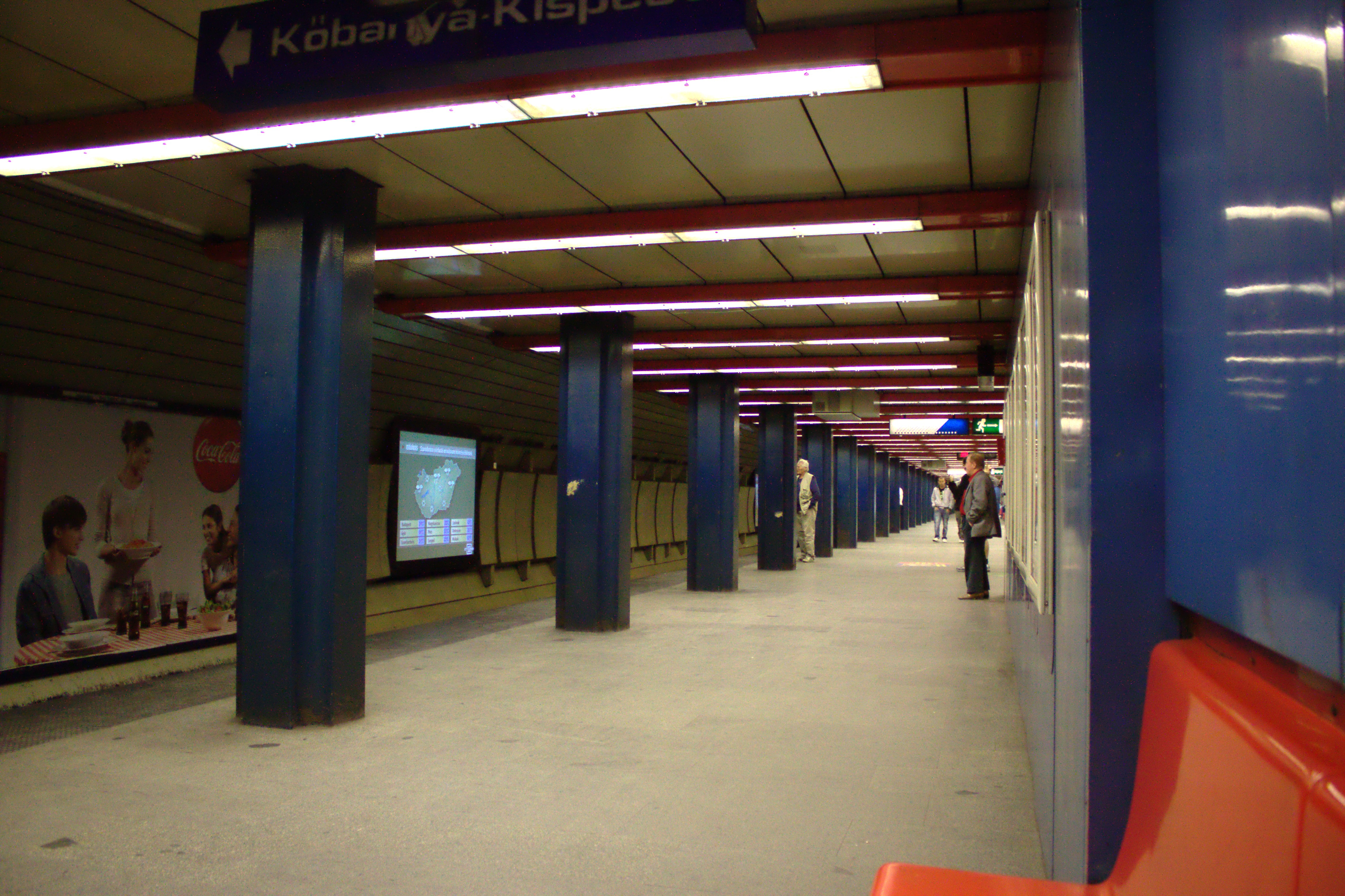
Het metrostation uit 1981

De aanleg van metrolijn 3 bracht in de jaren 1977-1979 een ingrijpende verbouwing van het gebied rond het station met zich mee. Onder het westelijke plein, destijds Marx plein geheten, werd een metrostation gebouwd dat in 1981 geopend werd. Voor het autoverkeer werd een viaduct over het plein heen gebouwd tussen de Bajcsy-Zsilinszky straat en de Váci straat. In het kader van de bouw van het viaduct werd het als obscuur beschouwde Westend hotel naast het station gesloopt. De hele verbouwing werd in 1988 afgerond.
In 1998 werd de gevel van het station gerestaureerd en op 12 november 1999 opende het winkelcentrum WestEnd City Center aan de Váci straat waarmee de naam Westend terugkwam. De naam WestEnd is zelfs door Hilton hergebruikt voor haar hotel naast het winkelcentrum. In 2005 werd een plan gelanceerd om het hele station naar Rákosrendező, ten noorden van de buitenring te verplaatsen, maar dit werd verworpen. In 2006 werden plannen gemaakt om de terreinen met vervallen werkplaatsen aan de oostkant van het spoor een nieuwe functie te geven. Hierbij werd gedacht aan de bouw van een nieuw regeringscentrum langs de Podmanicky straat tussen het station en de dierentuin. In het kader van dit plan werden al enkele gebouwen gesloopt. Het project kreeg, door de nabijheid van de dierentuin (Állatkert), in de volksmond snel de bijnaam államkertenek, wat zoiets als 'staatstuinen' betekent en uitgesproken in het Pestse dialect erg op 'dierentuin' lijkt.

## Verkeer
Vanuit het station vertrekken de voorstadstreinen richting Donauknie met de plaatsen Vác en Szob (lijn 70), naar Veresegyház (lijn 71). Verdere bestemmingen zijn Esztergom (lijn 2), Cegled, Szolnok en Szeged (lijn 100a) en Lajosmizse (lijn 142). De belangrijkste langeafstandsdiensten worden tegenwoordig gereden uit Keleti pályaudvar dan wel Déli pályaudvar, zodat het woon-werkverkeer domineert. In de zomer (april tot oktober) wordt om de zaterdag door de MÁV met historisch materieel vanuit het station naar de Donauknie gereden.

## Gegevens
- Aantal sporen 17, waarvan 4 in de hal
- 2 sporen voor onderhoud van railvoertuigen
- Lengte van de hal 146 m
- Breedte van de hal 42 m
- Hoogte van de hal 25 m